# آندرداگ (فیلم ۲۰۰۷)
آندرداگ (به انگلیسی: Underdog) یا سگ قهرمان فیلمی محصول سال ۲۰۰۷ و به کارگردانی فردریک دو شو است. در این فیلم بازیگرانی همچون جیسون لی، جیم بلوشی، پیتر دینکلیج، جان اسلتری، پاتریک واربرتون، براد گرت، ایمی آدامز، تیلور مامسن، سامانتا بی، جی لنو، جان دیماجیو، فیل موریس، مایکل ماسی ایفای نقش کرده‌اند.